# Le Chat du rabbin
Le Chat du rabbin est une série de bande dessinée, écrite et dessinée par Joann Sfar et mise en couleurs par Brigitte Findakly. Démarrée en 2002, la publication rencontre le succès critique et commercial et se prolonge ensuite avec d'autres tomes sur plusieurs dizaines d'années. Elle fait de Sfar un acteur incontesté de la nouvelle bande dessinée française, et est également traduite en plusieurs langues et adaptée en film d'animation et en comédie musicale.

## Synopsis
Au début du XXe siècle, le chat d’un rabbin d’Alger raconte sa vie et ses dialogues avec son maître.
En effet, ce chat parle depuis qu’il a dévoré le perroquet de la maison et a tendance à dire ce qu'il pense sans inhibition. Il remet tout en question, autant les apprentissages du rabbin que les fondements mêmes du judaïsme. Craignant la mauvaise influence que son chat parlant pourrait exercer sur sa fille Zlabya, le rabbin les sépare. Le chat demande alors au rabbin de lui enseigner la Torah, le Talmud, la Michna et la Guemara. La motivation principale de l’animal à devenir « un bon juif [qui] ne ment pas » est que son maître l’autorise de nouveau à passer du temps avec Zlabya. Durant son apprentissage, le chat ne manque pas de contredire son rabbin, et le rabbin de son rabbin, tout en observant avec perspicacité les autres disciples du rabbin.

## Analyse
Ce conte au prétexte apparemment fantaisiste permet à l’auteur une exploration de la religion juive et de la culture juive d’Algérie des années 1930, avant l'indépendance.
Sfar admet d’ailleurs que les tenues sont anachroniques : les Juifs algériens des années 1930 s’habillaient à l’occidentale, et non comme ils sont représentés dans la bande dessinée qui sont des tenues des alentours de 1900. L’auteur dit vouloir faire de l’orientalisme et ne pas vouloir être totalement réaliste.

## Genèse et inspirations de l'œuvre

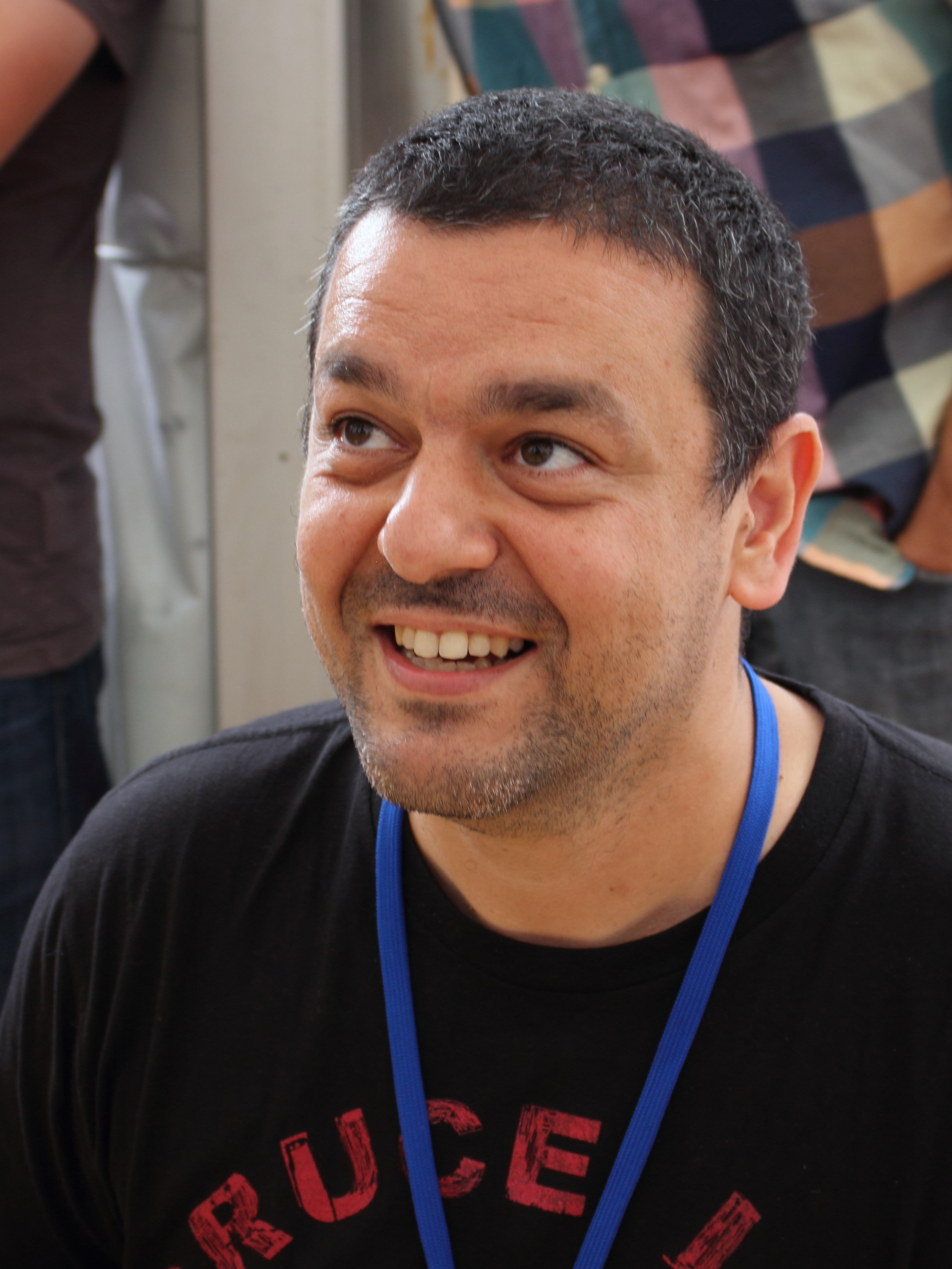
Joann Sfar, l’auteur, en 2015.

### Le chat Imhotep
Dans Le Figaro, Joann Sfar dit apprécier les chats depuis longtemps : « Je me suis toujours senti très bien avec les chats… Quand on a la chance d'être dessinateur, les chats sont des animaux qui nous accompagnent sans nous déranger ». En 2000, Joann Sfar se rend chez une éleveuse de chats. Il porte alors un manteau et l'un des félins se glisse dans sa poche. L'auteur relève que « c’était le plus moche et le plus étrange chat que j’avais jamais vu… Je me suis dit, c’est celui-là ». Sur le site Les libraires, Sfar précise : « il s’appelle Imhotep et il parle tout le temps. Au début, tu te dis qu’il est con. Et puis tu te dis qu’il essaie peut-être de t’expliquer un truc, que tu ne comprends rien et que ça doit être douloureux pour lui. » Dans une interview au magazine Femina, Sfar décrit l'animal comme « un chat oriental tout gris avec de grandes oreilles. Il a deux grosses soucoupes vertes à la place des yeux » et il affirme que le félin est « amoureux de [s]a femme ». Dans Le Parisien, l'animal est décrit comme « long, maigre, aux oreilles en pointe ». Dans un entretien avec Le Nouvel Obs en 2013, l'artiste décrit Imhotep comme « un petit chat de race orientale, exubérant, miauleur, bizarre. Il était fou amoureux de mon épouse et n'arrêtait pas de lui mettre les pattes sur le visage. Je me suis mis à dessiner ce chat ». Sfar insiste sur le fait que le héros de la série est bien le chat : « J’ai vraiment eu l’idée de ces albums en l’observant. Avec ses grands yeux, il regardait tout le monde avec tellement d’intensité que l’on avait l’impression qu’il voulait parler. En plus, il miaulait tout le temps ». Joann Sfar dessine Imhotep sous tous les angles. L'auteur développe une bande dessinée dont le héros est un chat inspiré d'Imhotep. En 2002, paraît La Bar-Mitsva, premier tome de la série Le Chat du rabbin.
Lors de la préparation du film d'animation Le Chat du rabbin, Imhotep est filmé à maintes reprises : « Pendant la préparation du dessin animé, on l'a filmé pendant des heures, avec son air de se foutre de tout, de ne penser qu'à sa gueule… » L'acteur François Morel a prêté sa voix au chat.
En 2015, la famille de Sfar vit avec quatre chats et un chien. Cette même année, Joann Sfar et sa compagne Sandrina Jardel se séparent. Imhotep se trouve d'abord chez Jardel, mais pour aider Sfar à dessiner l'album Tu n'auras pas d'autre Dieu que moi, elle lui restitue l'animal le temps que les planches soient terminées, ce qui stimule l'artiste : « Il m’a vraiment aidé. Parce que, quand je le vois, je ne peux pas ne pas le dessiner. Je ne dirais pas qu’il me parle mais sa présence me fait parler ».
Imhotep est mort de vieillesse en février 2018.
L'album Petit panier aux amandes est dédié explicitement à Imhotep « ainsi qu'à tous les chats dont le regard et la présence rendent nos vies plus profondes ».

### Inspirations familiales
Pour le personnage du chat, Joann Sfar raconte s'être inspiré de son grand-père maternel. Celui-ci a fait des études en Pologne pour devenir médecin et rabbin, mais arrivé en France dans les années 1930, il n'a pas eu le droit d'exercer car il n'était pas de nationalité française.
Quant aux paysages d'Algérie, Sfar raconte s'être inspiré des récits de sa grand-mère : « Je me suis mis à dessiner ce chat et tous les souvenirs que je n'avais pas sur Alger, puisque je suis né à Nice. Ma grand-mère paternelle, née à Sidi Bel Abbès, parlait tout le temps de l'Algérie […] et à force de me documenter, j'ai réalisé que ma grand-mère ne racontait pas des sornettes mais qu'elle se souvenait d'une Algérie qui avait bel et bien existé ».

## Succès commercial
En 2007, les ventes cumulatives des tomes publiés se montent à 450 000 exemplaires. En novembre 2017, alors que le 7e volume s'apprête à sortir, les six premiers tomes totalisent 1,5 million d'exemplaires vendus.

## Albums
- 1 La Bar-Mitsva[a], Dargaud coll. « Poisson Pilote »,  (ISBN 978-2-205-05207-7), 2002
Scénario : Joann Sfar - Dessin : Joann Sfar - Couleurs : Brigitte Findakly
- 2 Le Malka des lions[b], Dargaud coll. « Poisson Pilote »,  (ISBN 978-2-205-05369-2), 2002
Scénario et dessin : Joann Sfar - Couleurs : Brigitte Findakly
- 3 L’Exode[c], Dargaud coll. « Poisson Pilote »,  (ISBN 978-2-205-05497-2), 2003
Scénario et dessin : Joann Sfar - Couleurs : Brigitte Findakly
- 4 Le Paradis terrestre[d], Dargaud coll. « Poisson Pilote »,  (ISBN 978-2-205-05725-6), 2005
Scénario et dessin : Joann Sfar - Couleurs : Brigitte Findakly
- 5 Jérusalem d'Afrique[e], Dargaud coll. « Poisson Pilote »,  (ISBN 978-2-205-05868-0), 2006
Scénario et dessin : Joann Sfar - Couleurs : Brigitte Findakly
- 6 Tu n'auras pas d'autre Dieu que moi[f], Dargaud coll. « Poisson Pilote »,  (ISBN 978-2-205-07353-9), 2015
Scénario et dessin : Joann Sfar - Couleurs : Brigitte Findakly
- 7 La Tour de Bab-El-Oued[g], Dargaud coll. « Poisson Pilote »,  (ISBN 978-2-205-07588-5), 2017
Scénario et dessin : Joann Sfar - Couleurs : Brigitte Findakly
- 8 Petit panier aux amandes[h], Dargaud coll. « Poisson Pilote »,  (ISBN 978-2-205-07835-0), 2018
Scénario et dessin : Joann Sfar - Couleurs : Brigitte Findakly
- 9 La Reine de Shabbat[i], Dargaud coll. « Poisson Pilote »,  (ISBN 978-2-205-07950-0), 2019
Scénario et dessin : Joann Sfar - Couleurs : Brigitte Findakly
- 10 Rentrez chez vous![j], Dargaud coll. « Poisson Pilote »,  (ISBN 978-2-205-08003-2), 2020
Scénario et dessin : Joann Sfar - Couleurs : Brigitte Findakly
- 11 La Bible pour les chats, Dargaud coll. « Poisson Pilote »,  (ISBN 978-2-205-08911-0), 2021
Scénario et dessin : Joann Sfar - Couleurs : Brigitte Findakly
- 12 La Traversée de la mer Noire, Dargaud coll. « Poisson Pilote »,  (ISBN 978-2-205-20325-7), 2023
Scénario et dessin : Joann Sfar - Couleurs : Brigitte Findakly

## Publication

### Éditeurs
- Dargaud (collection Poisson pilote) : Tomes 1 à 6 (première édition des tomes 1 à 6).

### Magazines
- Le samedi 30 juillet 2005, le premier tome du Chat du rabbin a été diffusé sous forme de « cadeau-découverte » avec le numéro du jour du quotidien Libération.
- Le 3e tome du Chat du rabbin a été pré-publié par le journal Les Inrockuptibles entre juillet et août 2003.

## Adaptations
- Le Chat du Rabbin est adapté au théâtre par Camille Nahum sous le titre La Bar-mitsva du Chat du Rabbin, avec Rémy Darcy, Shiran Azoulay, et Camille Nahum, sur une mise en scène de Élise McLeod et de Sei Shiomi. Créée au théâtre Michel Galabru (18 septembre 2004 – 20 décembre 2004), la pièce est reprise au Théâtre Le Temple (24 mars 2005 – 28 avril 2005).

- Le Chat du Rabbin est un long-métrage d’animation de Joann Sfar et Antoine Delesvaux, sorti en salles en France le 1er juin 2011. C’est une adaptation des tomes 1, 2, et 5, dans laquelle on retrouve entre autres les voix de François Morel dans le rôle du chat, Hafsia Herzi dans le rôle de Zlabya, et Maurice Bénichou dans le rôle du rabbin.

- Le Chat du Rabbin est de nouveau adapté au théâtre par Sarah Marcuse et Xénia Marcuse, avec Xavier Loira dans le rôle du chat, Jacques Maeder dans le rôle du rabbin, Rachel Gordy et Mounya Boudiaf dans le rôle de Zlabya, et Pascal Berney dans le rôle du rabbin du rabbin, sur une mise en scène de Radhia Chapot Habbes. C’est une adaptation partielle des tomes 1, 2, et 3, créée au théâtre L’Alchimic à Genève en 2014, reprise au théâtre des Mathurins à Paris (janvier 2015 – mars 2015), puis à Saint-Étienne, Lausanne, Neuchâtel, Vevey, et Genève à nouveau.

- Une adaptation en feuilleton radio du Chat du Rabbin est créée en 2020 sur France Culture. Adaptée en 10 épisodes par Katell Guillou et réalisée par Cédric Aussir, on y retrouve Jonathan Cohen dans le rôle du chat, Rufus en rabbin, et Suliane Brahim incarnant Zlabya[16].

- Une nouvelle adaptation du Chat du rabbin en long-métrage, en prise de vues réelle, est encore en projet. Le scénario se fonderait sur une adaptation du tome 3, dans lequel les personnages visitent la ville de Paris[17].

## Prix et récompenses
- 2003 : Prix du jury œcuménique de la bande dessinée (tome 1)
- 2006 :  Prix Eisner de la meilleure édition américaine d'une œuvre internationale pour le vol. 1
- 2008 :  Prix Spécial de la Fondation Gan pour le Cinéma[18]